# Ying Tung-hallen

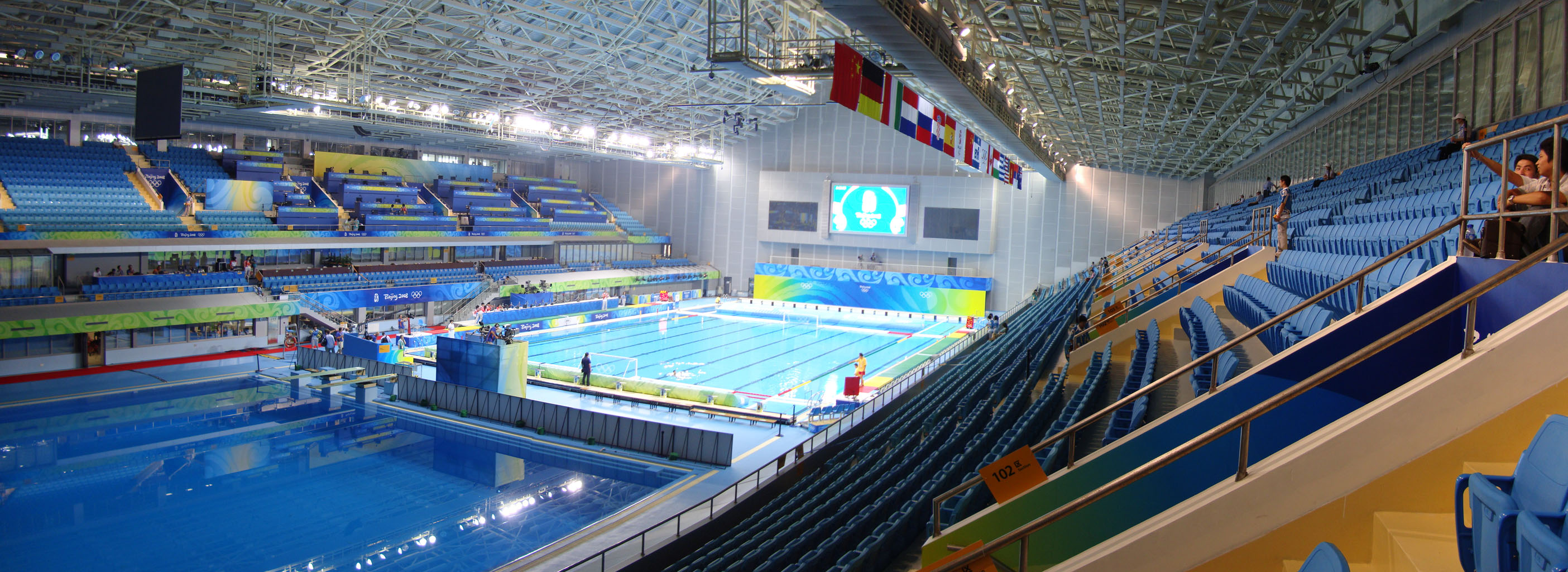
Ying Tung-hallen invändigt.

Ying Tung-hallen (kinesiska: 英东游泳馆) är en simhall vid Olympiska sportcentret i Peking, Kina. 
Hallen byggdes till de asiatiska spelen 1990, och renoverades inför de olympiska sommarspelen 2008. Efter renoveringen har den en byggnadsyta på 44 635 kvadratmeter, och tar 4 852 åskådare. Förutom att fungera som tävlingsarena, används hallen även som simhall för Pekings invånare. 
Arenan är utvändigt identiskt lik Olympiska sportarenan som ligger bredvid. Uppvärmningen av vattnet och belysning sker med energi från 1 700 kvadratmeter solceller på taket till träningsanläggningen bredvid simhallen.
Under OS gick tävlingarna i vattenpolo och simningen i den moderna femkampen i arenan.

## Fotnoter
1. ↑  Svenska namn enligt TT-språket. ”Andra språk // Kinesiska namn - OS-arenor” (HTML). http://www.tt.se/ttsprak/skrivregler/searchResultViewResult.aspx?chapter=12&page=9&xml=ttspraket.xml&template=ttspraket.inc&section=2&search=olympiska. Läst 30 september 2008.[död länk] Engelska och kinesiska namn enligt The Official Website of the Beijing 2008 Olympic Games (2008). ”Yingdong Natatorium of National Olympic Sports Center” (på engelska) (HTML). Arkiverad från originalet den 10 augusti 2008. https://web.archive.org/web/20080810045039/http://en.beijing2008.cn/venues/ytn/index.shtml. Läst 30 september 2008.
2. 1 2  The Official Website of the Beijing 2008 Olympic Games (10 september 2007). ”Ying Tung Natatorium inaugurated” (på engelska) (HTML). Arkiverad från originalet den 18 september 2008. https://web.archive.org/web/20080918123938/http://en.beijing2008.cn/cptvenues/venues/ytn/headlines/ytn2007/s214152975/n214152978.shtml. Läst 30 september 2008.
3. ↑  BBC Sport. ”Olympic venues and landmarks” (på engelska) (HTML). http://news.bbc.co.uk/sport1/hi/olympics/7493394.stm. Läst 30 september 2008.